# Lista de unidades federativas do Brasil por teledensidade

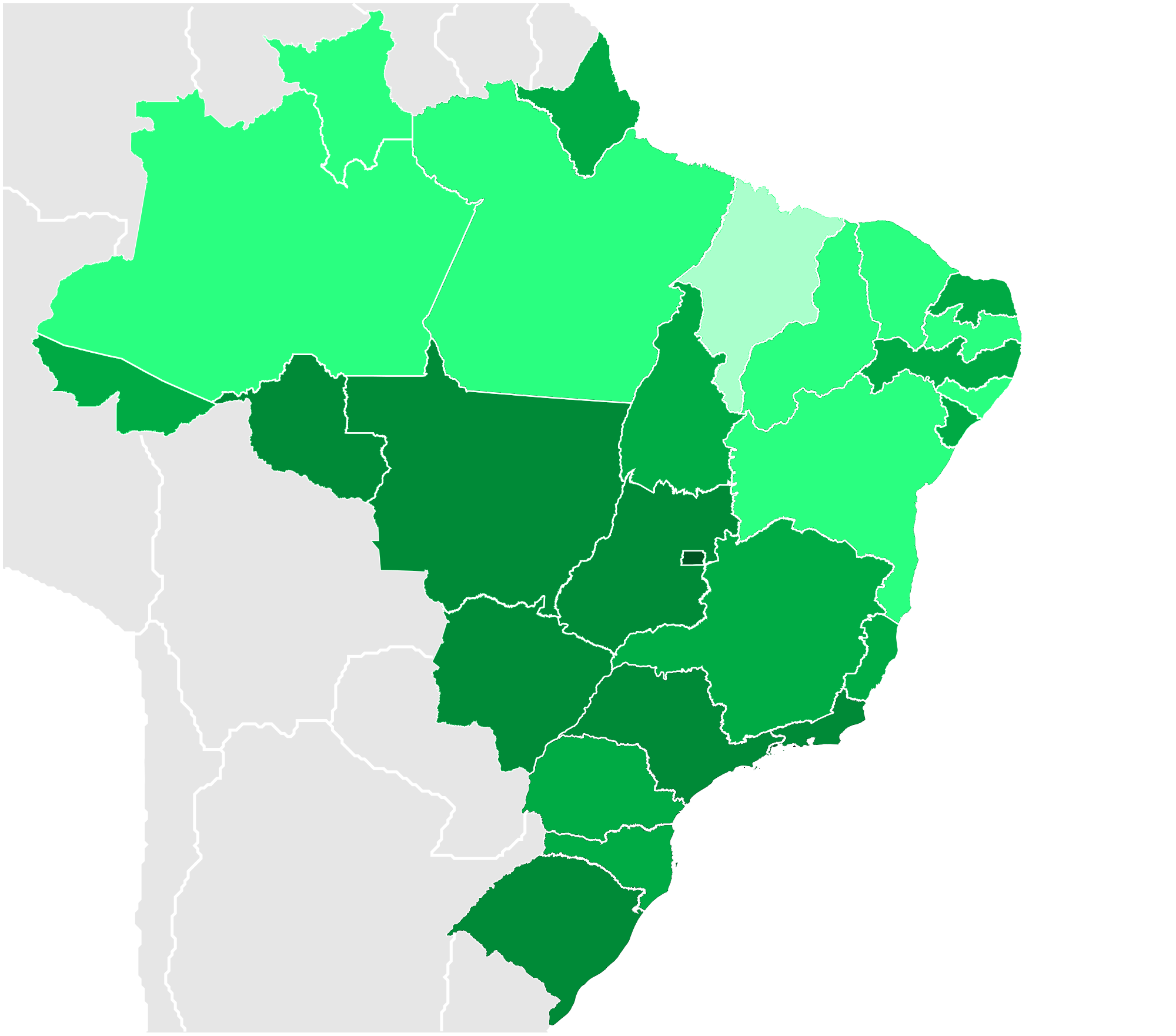
Mapa das unidades federativas do Brasil por teledensidade; as cores mais escuras indicam onde o índice de telefones celulares por habitante é maior.

Este anexo contém uma lista de unidades federativas do Brasil por teledensidade, índice que representa a quantidade de telefones celulares por habitante em determinado lugar, neste caso as unidades federativas brasileiras com dados divulgados pela Agência Nacional de Telecomunicações (Anatel) em dezembro de 2012.
O Brasil é uma república federativa formada pela união de 26 estados federados e do Distrito Federal. A primeira rede de telefonia celular do país foi lançada na cidade do Rio de Janeiro, em 1990, sendo que o serviço que se difundiu no país no decorrer das duas décadas seguintes. Em 2011, segundo a União Internacional das Telecomunicações, o Brasil era o sexto maior mercado do mundo em telefonia celular.
De acordo com a Anatel, o maior índice de teledensidade era o do Distrito Federal, onde existiam 2,2069 telefones celulares para cada habitante. O menor índice era o do estado do Maranhão, com 0,9033 para cada habitante. O estado de Roraima, apesar de ter um dos valores mais baixos (1,1485), saltou da 25ª para a 21ª colocação em apenas dois meses (de outubro para dezembro de 2012), sendo este o maior avanço de posição. Em apenas um ano Rondônia saltou da 6ª para a 2ª posição, sendo um dos estados que mais cresceu em 2012. Destaca-se ainda que todas as cinco unidades federativas da Região Centro-Oeste estão entre os sete primeiros lugares.

## Unidades federativas brasileiras por teledensidade
| Posição | Mudança¹ | Unidade federativa  | Região       | Celular por habitante (dezembro de 2012) |
| ------- | -------- | ------------------- | ------------ | ---------------------------------------- |
| 1       | (0)      | Distrito Federal    | Centro-Oeste | 2,2069                                   |
| 2       | (0)      | Rondônia            | Norte        | 1,501                                    |
| 2       | (0)      | São Paulo           | Sudeste      | 1,501                                    |
| 4       | (0)      | Mato Grosso do Sul  | Centro-Oeste | 1,495                                    |
| 5       | (0)      | Goiás               | Centro-Oeste | 1,4427                                   |
| 6       | (0)      | Rio de Janeiro      | Sudeste      | 1,4315                                   |
| 7       | (0)      | Mato Grosso         | Centro-Oeste | 1,4069                                   |
| 8       | (1)      | Rio Grande do Sul   | Sul          | 1,401                                    |
| 9       | (1)      | Amapá               | Norte        | 1,3985                                   |
| 10      | (0)      | Tocantins           | Norte        | 1,3485                                   |
| 11      | (1)      | Santa Catarina      | Sul          | 1,3289                                   |
| 12      | (1)      | Rio Grande do Norte | Nordeste     | 1,3272                                   |
| 13      | (0)      | Pernambuco          | Nordeste     | 1,3094                                   |
| 14      | (1)      | Paraná              | Sul          | 1,2997                                   |
| 15      | (1)      | Acre                | Norte        | 1,2971                                   |
| 16      | (0)      | Espírito Santo      | Sudeste      | 1,2821                                   |
| 17      | (0)      | Sergipe             | Nordeste     | 1,2678                                   |
| 18      | (0)      | Minas Gerais        | Sudeste      | 1,2379                                   |
| 19      | (0)      | Paraíba             | Nordeste     | 1,193                                    |
| 20      | (0)      | Ceará               | Nordeste     | 1,162                                    |
| 21      | (4)      | Roraima             | Norte        | 1,1485                                   |
| 22      | (1)      | Amazonas            | Norte        | 1,1464                                   |
| 23      | (1)      | Piauí               | Nordeste     | 1,1423                                   |
| 24      | (1)      | Bahia               | Nordeste     | 1,135                                    |
| 25      | (1)      | Pará                | Norte        | 1,134                                    |
| 26      | (0)      | Alagoas             | Nordeste     | 1,1327                                   |
| 27      | (0)      | Maranhão            | Nordeste     | 0,9033                                   |

- ¹ Em comparação com outubro de 2012